# Ciudad Acuña
Acuña er en by og en kommune i den mexikanske delstat Coahuila. Byen er beliggende ved Río Bravo på grænsen mod Texas i USA. Ciudad Acuña har et indbyggertal på 160.225 (2020) indbyggere.